# Allée des Demoiselles
L'allée des Demoiselles (en occitan : alèia de las Domaisèlas) est une voie de Toulouse, chef-lieu de la région Occitanie, dans le Midi de la France.

## Situation et accès

### Description
L'allée des Demoiselles est une voie publique. Elle traverse le quartier du Busca, dans le secteur 5 - Sud-Est.
La chaussée compte une voie de circulation automobile dans chaque sens. Elle appartient à une zone 30 et la vitesse y est limitée à 30 km/h. Il n'existe pas d'aménagement cyclable.

### Voies rencontrées
L'allée des Demoiselles rencontre les voies suivantes, dans l'ordre des numéros croissants (« g » indique que la rue se situe à gauche, « d » à droite) :
1. Avenue François-Frizac (g)
2. Allée Serge-Ravanel (d)
3. Rond-point des Français-Libres (d)
4. Allée Frédéric-Mistral (d)
5. Rue d'Auriol (g)
6. Rue Saint-Luc (g)
7. Rue Georges-Picot (g)
8. Rue Bégué-David (d)
9. Rue Marc-Demouilles (g)
10. Rue André-Delieux (d)
11. Rue des Pyrénées (g)
12. Rue du Japon (d)
13. Rue Déodora (g)
14. Avenue Paul-Crampel (g)
15. Boulevard Monplaisir (d)

### Transports
L'allée des Demoiselles est parcourue et desservie par la ligne du Linéo L9. On trouve également les arrêts, au carrefour de l'allée Frédéric-Mistral et de l'avenue François-Frizac, de la ligne de bus 44 et, au-delà du pont des Demoiselles, sur l'avenue Antoine-de-Saint-Exupéry, de la ligne de bus 27.
Les stations de vélos en libre-service VélôToulouse les plus proches sont les stations no 98 (80 allée des Demoiselles), no 115 (8 allée des Demoiselles) et no 127 (1 rue Bégué-David).

## Odonymie
L'origine du nom de l'allée des Demoiselles n'est pas totalement claire. Le nom de « demoiselles », qui se rencontre à partir de la fin du XVIIIe siècle, semble s'appliquer d'abord au pont de Montaudran, qui franchit le canal du Midi – devenu donc le pont des Demoiselles. La tradition populaire avance que ces « demoiselles » sont les prostituées qui y rencontraient les ouvriers du canal. Un document conservé aux Archives historiques du canal du Midi, cité en 1968 par Gaston Astre, professeur à la faculté des sciences, nomme effectivement l'ouvrage comme le pont de las Putas (le « pont des Putes » en occitan).
À la fin du Moyen Âge, ce n'était qu'un chemin, le chemin de Montaudran, puisqu'il menait au village de Montaudran qui se trouvait, autour de son église, sur le coteau de la butte du Calvinet. Ce nom s'appliquait d'ailleurs aux voies qui la précède au nord (actuelle rue Alfred-Duméril) et qui la prolonge au sud (actuelles avenue Antoine-de-Saint-Exupéry et route de Revel). En 1806, on lui donna le nom d'allée du Chantier-des-Barques, parce qu'elle longeait le bassin de radoub (actuel no 65). Ce n'est finalement qu'en 1824 que l'allée prit le nom du pont auquel elle aboutit,.

## Histoire
En 1820, de larges fossés sont aménagés le long de l'allée. Ils servent à amener l'eau, prise dans le canal du Midi, à hauteur du pont des Demoiselles, qui alimente le canal qui entoure la butte qu'on aménage au cœur du Jardin des Plantes.
En 1934, c'est l'allée des Demoiselles qui est choisie pour expérimenter l'aménagement de nouveaux trottoirs en pierre, confié à l'entrepreneur Gordin, qui fait venir le granit de Dorre.

## Patrimoine et lieux d'intérêt

### Bassin de radoub
Inscrit MH (1989, bassin du radoub, comprenant le hangar couvert de 1843, la gare couverte de 1855 et le bassin).

### Maisons et villas bourgeoises
- no  2 : maison Valette. 
La maison est construite en 1938 par l'architecte Jean Valette, qui y installe sa résidence et ses bureaux. Elle bénéficie d'un emplacement privilégié, à l'angle de l'avenue Frizac et face à l'entrée sud du Jardin des Plantes, et agit comme un manifeste du goût de son concepteur. Le sous-sol semi-enterré, mis en valeur par un appareillage de pierre à bossage rustique, est éclairé de petites fenêtres fermées par des grilles en fer forgé. Les niveaux supérieurs sont en brique. Le rez-de-chaussée surélevé est ouvert de grandes fenêtres, voûtées en plein cintre à redents, et qui ont de faux garde-corps composés de tuiles superposées. L'étage est percé de fenêtres rectangulaires, alternativement verticales et horizontales[8],[9].

- no  4 : maison. 
La maison est construite en retrait de l'allée des Demoiselles. La cour est fermée par une grille en fer forgé dont les formes s'inspirent de la grille du cours Dillon, réalisée en 1784 par le ferronnier Joseph Bosc, et remontée en 1961 à l'entrée du Grand-Rond, à l'autre bout de l'allée Frédéric-Mistral[10].

- no  13-15 : maisons doubles[11].

- no  35 : villa Saphir. 
La villa Saphir est construite en 1913 pour M. Bébéli, dans un style éclectique caractéristique des constructions de la Belle Époque. Elle s'élève à l'angle de la rue Bégué-David et se compose de plusieurs corps de bâtiment. Elle est construite en brique, mais la pierre est utilisée pour les chaînages d'angle, les cordons qui séparent les niveaux, les chambranles et les corniches des fenêtres, les balcons à balustres du 1er étage, et enfin la corniche à modillons qui couronne l'élévation. Pour le corps de bâtiment à gauche, l'étage de comble est couvert d'un toit d'ardoises à longs pans brisés, percé de larges lucarnes. Le corps de bâtiment à droite, présentant en revanche un pignon surmonté d'un amortissement sculpté en pierre, est couvert d'un toit de tuiles à deux pans[12].

- no  37-39 : villa des Violettes. 
Les deux maisons, mitoyennes, sont construites vers 1905[13], dans le goût néo-Renaissance. Elles s'élèvent sur quatre niveaux : un sous-sol semi-enterré, un rez-de-chaussée surélevé, un étage et un niveau de comble. La façade est en brique, mais la pierre est utilisée, en alternance avec la brique, pour le chambranle des portes et des fenêtres, les cordons qui séparent les niveaux, et les modillons de la corniche qui couronne l'élévation. Les fenêtres ont de plus des meneaux en pierre. Celles du rez-de-chaussée ont également de faux garde-corps à balustres et sont encadrées de consoles qui soutiennent le balcon à balustres en pierre du 1er étage, où les fenêtres sont encadrées de consoles plus petites supportant de fines corniches moulurées. À l'étage de comble, les travées sont rythmées par des cartouches en pierre[14].

- no  43 : maison (1897)[15].
- no  45 : villa de la Tourelle[16].
- no  47 : maison[17].
- no  49 : maison[18].

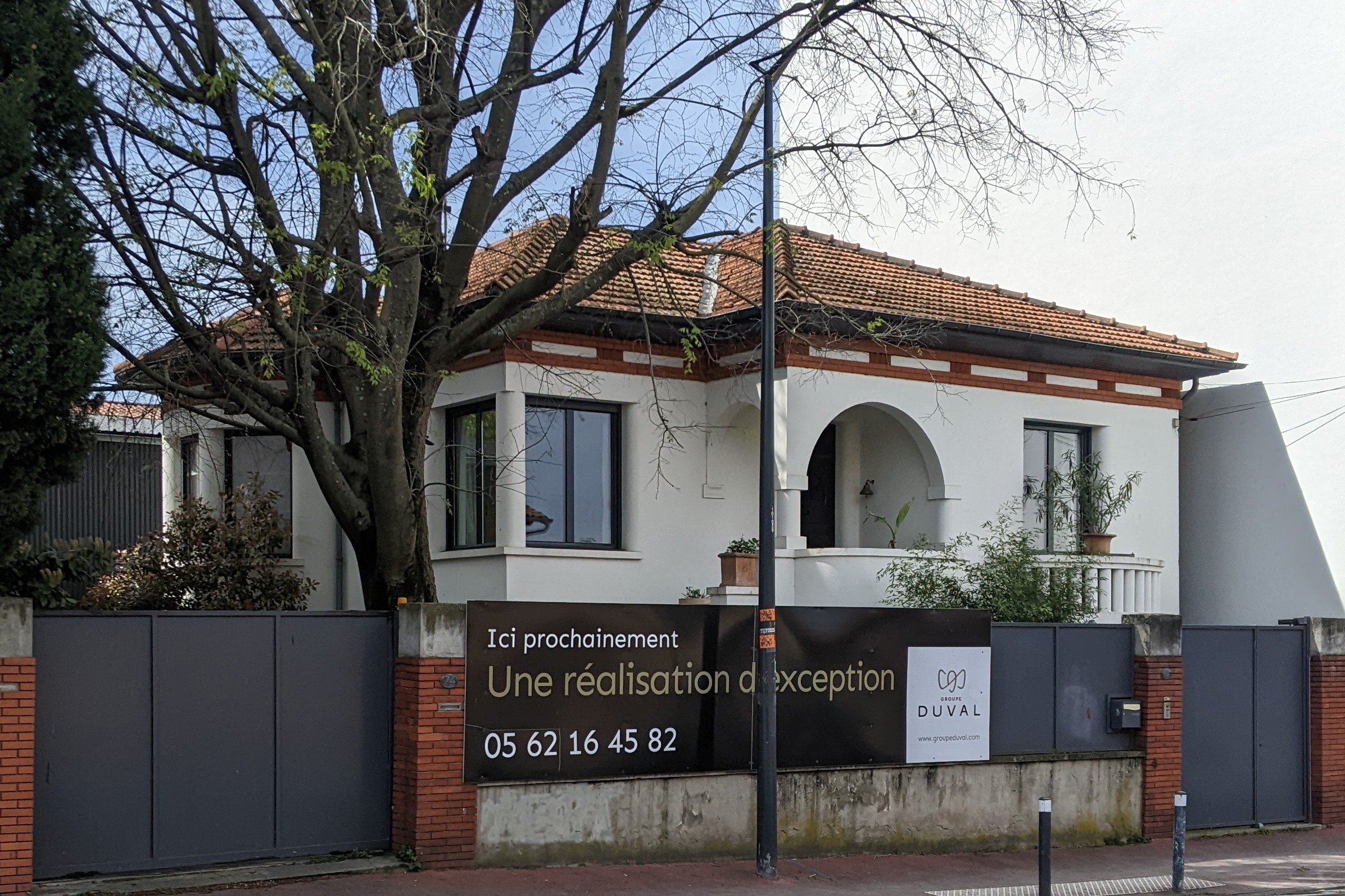
no 74 : maison.

- no  52 : depuis 1994, musée départemental de la Résistance et de la Déportation.
- no  74 : maison[19].

### Immeubles
- no  36-38 : résidence Les Pins. 
La résidence Les Pins est construite par l'architecte André Boudes, représentant du mouvement moderne à Toulouse, entre 1964 et 1965, alors que s'achèvent les travaux des immeubles Héraklès I et II (actuels no 50-52 boulevard Lascrosses), dont la résidence des Pins reprend ici les traits principaux. Elle se compose de deux barres d'immeubles qui s'organisent autour d'un espace central, occupé par un jardin et une station-service. La première barre d'immeuble s'élève sur six étages. Elle ne présente sur l'allée des Demoiselles que sa façade latérale, aveugle et couverte de dalles de gravier. Aux façades principales, chaque travée se compose de loggias superposées, qui forment des lignes verticales qui s'entrecroisent avec les lignes horizontales des bandeaux bleus en émaux de Briare des garde-corps. Le béton est utilisé pour appuyer les lignes verticales – poteaux, chaînages – et horizontales – poutres, linteaux[20].

- no  51 : immeuble. 
L'immeuble, construit en 1956 par l'architecte Robert-Louis Valle, surprend par sa grande hauteur – treize étages – et son style moderne, qui révèle la structure en béton. Il est construit dans le cadre de l'effort de reconstruction de l'après-guerre, soutenu par le secrétariat d'État à la Reconstruction et au Logement. L'immeuble s'élève à l'angle de la rue du Japon. Le rez-de-chaussée, occupé par des boutiques, est protégé par un large auvent à bulles. Les étages sont occupés par les appartements, éclairés par de grandes portes-fenêtres qui ouvrent sur des balcons. L'angle de l'immeuble est décoré d'une sculpture en béton[21].

- no  54 : résidence Les Magnolias[22],[23].
- no  58 : résidence Les Pyrénées[24],[25].

- no  68 : immeuble. 
L'immeuble, de style Art déco, est construit en 1931 par l'architecte Jean Valette. Il se compose de deux corps de bâtiment qui s'élèvent à l'angle de l'allée des Demoiselles et de la rue Déodora (actuel no 22), légèrement en retrait de la voie publique, ménageant un étroit jardin autour des bâtiments, fermé par une grille en fer forgé. Le portail, également en fer forgé, a des motifs géométriques et un monogramme aux lettres « JC » entrecroisées. Le corps de bâtiment sur l'allée des Demoiselles compte six travées. La façade est en béton enduit, contrastant avec la brique utilisée dans les parties basses du rez-de-chaussée, dans la voûte en berceau du passage qui donne accès à la cour intérieure, et dans le bandeau qui relie les fenêtres du 2e étage. Les travées latérales sont légèrement saillantes. Le 1er étage est mis en valeur par un balcon doté d'un garde-corps dont les motifs géométriques sont caractéristiques de l'Art déco[26].

## Personnalités
- Pierre Lespinasse (1881-1943) : substitut du procureur général à la cour d'appel de Toulouse, il est avocat général de la section spéciale durant la Seconde Guerre mondiale. C'est à ce titre qu'il obtient la peine de mort pour Marcel Langer, résistant et chef de la 35e brigade de Francs-tireurs et partisans - Main-d'œuvre immigrée (FTP-MOI). En représailles, il est assassiné par Enzo Lorenzi à proximité de son domicile (actuel no 14 rue André-Delieux), devant la grille de l'actuel no 27 allée des Demoiselles.

- Jean Valette (1876-1961) : c'est dans la maison-atelier que l'architecte fit construire en 1938 selon ses propres plans, dessinés avec l'aide de ses deux fils, Hervé et Jean-Pierre, que vécut et travailla l'architecte (actuel no 2).